# Химик (хоккейный клуб, Воскресенск)
«Хи́мик» — профессиональный российский хоккейный клуб из Воскресенска, выступающий во Всероссийской хоккейной лиге. Серебряный призёр чемпионата СССР 1988/89 годов, бронзовый призёр чемпионата СССР (1964/65, 1969/70, 1983/84, 1989/90), финалист Кубка СССР (1972). Победитель (2007/08) и серебряный призёр (2006/07) Высшей лиги чемпионата России. Обладатель Кубка Петрова (2022/23), серебряный призёр ВХЛ (2024/25).

## История
В начале 1950-х Воскресенск представлял собой посёлок, окружённый химкомбинатом, цементным и шиферным заводами. В городе существовало несколько футбольных команд. Команда химкомбината была достаточно сильной, а в 1953 году её тренером стал ушедший из игроков футболист Николай Семёнович Эпштейн. Развлечений в городе не хватало, и была построена хоккейная «коробка» без трибун. Эпштейн считал, что будущее за хоккеем, поскольку этот вид спорта более зрелищен, чем футбол, и мечтал создать в Воскресенске хоккейную команду.
Молодому тренеру удалось убедить руководство в перспективности нового вида спорта, и команда была создана. Первый состав «Химика»: Н. Эпштейн, А. Кашаев, В. Ефимов, В. Федечкин, Р. Леонов, А. Афанасьев, В. Мискин, Н. Родин, И. Кутаков, В. Соловьёв, А. Маскаев, А. Полухин, В. Квасников, К. Будылкин. Своим рождением и становлением «Химик» также обязан Николаю Ивановичу Докторову, директору воскресенского химического комбината имени В. В. Куйбышева.
17 декабря 1953 года хоккейная команда «Химик» из Воскресенска сыграла в Москве свой первый товарищеский матч с клубной командой московского «Динамо», победив 7:1.
20 декабря 1953 года (эта дата считается днём рождения команды) «Химик» в своём первом турнире в Электростали стала победителем, выиграв у команды из Павловского Посада со счётом 9:0. Она получила не только главный приз, но и право играть в чемпионате РСФСР. 27 декабря 1953 года «Химик» провёл первый матч на своём льду и обыграл «Торпедо» из города Перово (5:2). В сезоне 1953/1954 годов команда стала чемпионом РСФСР.
В сезоне 1955/56 играли две команды «Химик». Большинство игроков состава под руководством Эпштейна перебралось в Москву и стали играть в классе «А». В классе «Б» выступала команда из Воскресенска, где на протяжении трех сезонов играющим тренером был Николай Родин. В Москве «Химик» числился два года, но уже с 30 ноября 1956 года стал играть на стадионе в Воскресенске.
В 1965 году «Химик» добился первого серьёзного успеха — бронзовых медалей. Коллектив из подмосковного города стал самым неудобным и неприятным соперником для ЦСКА.
В 1965, в год первого успеха «Химика», в Воскресенске была создана хоккейная ДЮСШ по хоккею, в дальнейшем подарившая целое созвездие мастеров хоккея, среди которых Игорь Ларионов, Андрей Ломакин, Валерий Каменский, Александр Черных, Валерий Зелепукин, Вячеслав Козлов, Дмитрий Квартальнов и др. А задолго до этого Эпштейн открыл для хоккея Александра Рагулина, Эдуарда Иванова, Юрия Морозова, Валерия Никитина.
За свою историю «Химик» ещё трижды завоёвывал бронзовые медали — в 1970, 1984 и 1990 годах, а в 1989, под руководством Владимира Васильева, стал серебряным призёром чемпионата страны.
После распада СССР для «Химика» началось нелёгкое время. Ведущие игроки стали уезжать в клубы НХЛ или Европы. В 1997 от команды отказался воскресенский химкомбинат, «Химик» стал представлять всю Московскую область, а весной 1999 года клуб впервые в своей истории покинул высший дивизион, куда вернулся лишь в 2003.
В конце августа 2005 года умер основатель команды Николай Эпштейн. В октябре 2005 года «Химик» переехал в Мытищи. В Воскресенске была создана новая команда под названием «Химик», которая была заявлена в чемпионат высшей лиги и в сезоне-2007/08 стала победителем этого турнира.
В сезоне 2008/09 клуб выступал в КХЛ, заняв последнее место в регулярном чемпионате. Из-за финансовых проблем клуб не смог принять участие в следующем розыгрыше КХЛ.
В сезоне 2009/10 клуб выступал в Высшей лиге. А в МХЛ выступала молодёжная команда «Феникс».

Эмблема клуба до 2016 года

В сезоне 2010/11 клуб был намерен вступить в ВХЛ, но не был принят: их гарантии участия в чемпионате оказались неубедительными, и члены правления лиги приняли решение предложить команде взять годичный тайм-аут. В июле 2010 года в клубе провели реорганизацию, команда «Феникс» была переименована в МХК «Химик» и продолжила выступление в МХЛ.
В сезоне 2010/11 молодёжный клуб под руководством Геннадия Коротеева попадал в плей-офф МХЛ, где дошёл до финала конференции, уступив там «Красной армии» — 1-3. По итогам чемпионата заняли 4-е место. По финансированию команда занимала одну из последних строчек среди клубов МХЛ.
19 февраля 2010 года руководство, тренерский штаб, игроки и персонал «Химика» обратились к Председателю Правительства РФ Владимиру Путину с просьбой оказать помощь в финансовом обеспечении клуба. В октябре 2011 года объявлен банкротом.
В 2015 году «Химик» вернулся в ВХЛ, став фарм-клубом московского «Спартака».
29 мая 2019 года команду возглавил Олег Горбенко.
29 июня 2022 года главным тренером «Химика» стал Игорь Гришин. 12 ноября специалист ушёл на повышение в «Спартак», а подмосковный клуб возглавил Максим Кривоножкин, но уже 5 февраля 2023 года Гришин вернулся в «Химик». Под его руководством воскресенцы заняли девятое место в регулярном чемпионате, а по итогам плей-офф впервые в истории завоевали Кубка Петрова, обыграв в финале красноярский «Сокол» 4:0 (3:0, 4:1, 3:2 ОТ, 7:3). При Гришине «Химик» стал самой результативной командой Кубка Петрова (77 шайб) и вошёл в топ-4 самых забивающих команд Кубка Шёлкового пути (161 шайба). В сезоне 2023/24 вывел команду в плей-офф Всероссийской хоккейной лиги, где она выбыла во втором раунде, проиграв в серии «Югре». В апреле 2024 года покинул «Химик», в связи с планами возглавить другую команду.

## Тренерский штаб
- Егор Башкатов — главный тренер
- Павел Воробьёв — тренер по нападающим
- Артём Караваев — тренер по защитникам
- Олег Губин — тренер по развитию игроков и работе с нападающими
- Дмитрий Шамыгин — тренер вратарей
- Алексей Маслов — тренер по физической подготовке

## Достижения
- Серебряный призёр чемпионата СССР — 1988/89
- Бронзовый призёр чемпионата СССР (4) — 1964/65, 1969/70, 1983/84, 1989/90
- Финалист Кубка СССР — 1972
- Чемпион РСФСР — 1954
- Обладатель Кубка РСФСР (2) — 1954, 1955
- Победитель Высшей лиги чемпионата России — 2007/08
- Серебряный призёр Высшей лиги чемпионата России — 2006/07
- Серебряный призёр ВХЛ — 2024/25
- Обладатель Кубка Петрова — 2022/23
- Обладатель Евро-Азиатского Кубка Дружбы — 2023
- Победитель турнира на приз газеты «Советский спорт» — 1963
- Самая крупная победа — 15:3 (над рижской «Даугавой» — 1960/61)
- Самое крупное поражение — 0:13 (от столичного «Динамо» — 1978/79)
- Матчи с клубами НХЛ (1990): 13 игр, +6=1—6, 48—51

## Главные тренеры
- Николай Эпштейн (27 декабря 1953 — 20 ноября 1975)
- Юрий Морозов (20 ноября 1975—1979)
- Анатолий Ватутин (1979—1980)
- Юрий Морозов (1980 — 15 мая 1982)
- Владимир Васильев (15 мая 1982 — 29 мая 1992)
- Геннадий Сырцов (29 мая 1992 — 22 ноября 1995)
- Валерий Никитин (22 ноября 1995 — 14 ноября 1997)
- Валерий Брагин (14 ноября 1997 — 29 декабря 1998)
- Владимир Васильев (29 декабря 1998 — 20 октября 2000)
- Николай Ванин (20 октября 2000 — 10 ноября 2001)
- Александр Смирнов (10 ноября 2001 — 19 марта 2002)
- Геннадий Сырцов (19 марта 2002 — 11 апреля 2002)
- Александр Голиков (1 июня 2002 — 10 октября 2002)
- Валерий Брагин (10 октября 2002—28 сентября 2003)
- Владимир Мариничев (28 сентября 2003 — 23 марта 2004)
- Владимир Юрзинов (младший) (23 марта 2004 — 5 октября 2004)
- Владимир Мариничев (5 октября 2004 — 20 апреля 2005)
- Николай Ванин (1 июля 2005 — 22 мая 2006)
- Валентин Гуреев (22 мая 2006 — 18 января 2007)
- Сергей Кремлёв (18 января 2007 — 30 мая 2007)
- Юрий Страхов (10 июня 2007 — 9 ноября 2007)
- Юрий Новиков (9 ноября 2007 — 2 октября 2008)
- Геннадий Коротеев (2 октября 2008 — 18 июля 2011)
- Юрий Страхов (18 июля 2011 — 20 июля 2014)
- Вадим Привалов (2014—2015)
- Сергей Кремлёв (1 июля 2015 — 10 июня 2016)
- Алексей Ярушкин (10 июня 2016 — 10 октября 2016)
- Дмитрий Фролов (и. о. с 10 октября 2016 — май 2017)
- Дмитрий Вершинин (май 2017 — декабрь 2017)
- Вячеслав Козлов (8 декабря 2017 — 30 апреля 2019)
- Олег Горбенко (30 мая 2019 — 30 апреля 2021)
- Сергей Решетников (5 мая 2021 — май 2022)
- Игорь Гришин (29 июня 2022 — 12 ноября 2022)
- Максим Кривоножкин (12 ноября 2022 — 5 февраля 2023)
- Игорь Гришин (5 февраля 2023 — 30 апреля 2024)
- Егор Башкатов (1 мая 2024 — н. в.)